# Església de Sant Llorenç d'Hortons
Església de Sant Llorenç d'Hortons és una obra del municipi de Sant Llorenç d'Hortons (Alt Penedès) inclosa en l'Inventari del Patrimoni Arquitectònic de Catalunya.

## Descripció
Aquesta església consta d'una nau rectangular, neoclàssica amb absis i campanar. Conté cinc altars, dos d'ells antics de guix, (el major antic de guix i la capella del Santíssim també antiga de guix i fusta i sostre amb voltes motllurades). Una bona part de la paret de migdia s'aguanta sobre la primitiva església romànica que fou trobada el setembre del 1977, i on es trobà també la portalada principal de grans dovelles amb motllura, una finestra de la mateixa època i restes de la possible primera pica baptismal. Aquesta pica té forma troncocònica amb lateral concavats i degut el seu estat és difícil d'apreciar si té decoració. A l'obra neoclàssica, s'hi aprecia una gran quantitat de pedres del temple romànic, perfectament acarades com les existents als murs romànics repicats el 1977. A l'annex existeix l'antiga Rectoria, ampli casal a dues vessants de planta, un pis i golfes d'arquets edificat en diferents èpoques, de molta personalitat: sostres de volta catalana amb gran sala repartidora on es guarden l'arxiu parroquial des del 1520 i documentació anterior del 1300, com també una trentena de pergamins.

## Història
L'any 945, Riquilda, Comtessa de Barcelona i muller del Comte Sunyer, fill de Guifré I, el darrer comte investit pel rei franc, a precs de l'Abat Cesari, enceta un lot de donacions amb les quals s'afermarà el seu monestir de Santa Cecília de Montserrat. En aquest pergamí s'esmenta documentalment per primera vegada el terme de Gelida i l'església de Sant Llorenç d'Hortons, que és donada al Monestir amb el seu cementiri i sagrera. Aquesta menció permet considerar, ja al segle x, la presència en aquestes terres de famílies pageses establertes de manera dispersa les quals serien l'embrió del que més tard serà l'actual paisatge de les masies. La situació de l'església i la rectoria, allunyada de les cases, respon al fet que es tracta d'una construcció anterior als primers carrers del nucli d'Hortons (1750-1818) i que l'elecció dels terrenys per les cases dels treballadors del camp es feu d'acord amb els interessos dels propietaris. L'església actual es construeix entre el 1845 i 1847 i es tracta d'un edifici d'una nau, amb un absis semicircular, capelles laterals entre els contraforts i un campanar quadrada i octogonal la part superior. L'altar major i els laterals es decoren amb retaules d'obra d'estil neoclàssic.
Molt probablement en un moment indeterminat anterior al segle xiii, el primer edifici de la rectoria es degué construir de manera aïllada al costat oest de l'església romànica. Amb el pas del temps i a conseqüència de successives ampliacions, la casa acaba adossant-se al mur oest de l'església romànica.
Compta amb una pica Baptismal. Aquesta pica fou trobada recentment en unes obres de recuperació de les parets romàniques de l'antiga església. La meitat que queda està encastada en un angle format per la part exterior del mur romànic i una paret moderna de l'actual sagristia. Sembla que aquest recinte havia servit de quadra, i que la pica, tal vegada, s'utilitzava per abeurador o sitja.